# Compagnie industrielle des lasers
CILAS est une filiale de MBDA et Safran Electronics & Defense qui développe, industrialise et produit des systèmes associant le laser à l’optique de précision dans les domaines des hautes technologies militaires représentant 64 % de l'activité, et civiles pour 36 %,.

## Présentation
Créée en 1966, CILAS est la première entreprise pionnière du laser en France, fournisseur historique des forces armées. Expert reconnu en laser et optronique, CILAS fournit des équipements et systèmes pour le domaine de la Défense, de la Sécurité et de l’Espace pour les principaux acteurs internationaux.
Pour cela, CILAS s’appuie sur son bureau d'étude (BE) multi-métiers, son équipe de production et son réseau commercial. De plus, CILAS travaille en collaboration avec un tissu académique, des petites et grandes structures industrielles.
La mission de CILAS est de garantir à ses clients de disposer des meilleures solutions laser et optroniques, compatibles avec des environnements très contraints, en repoussant les limites de l’état de l’art. CILAS intervient dans l’intégralité du cycle de vie du produit de la recherche et développement (R&D) fondamentale au maintien en condition opérationnelle (MCO).

## Géographie
Les implantations de l'entreprise sont réparties sur quatre sites : Orléans (Loiret), Mont-Audouze (Saint-Setiers, Corrèze), Marseille (Bouches-du-Rhône) et Limoges (Haute-Vienne).

## Histoire
La société a été fondée en 1966 par deux entreprises, la Compagnie générale d'électricité (CGE) devenue Alcatel Alsthom et Saint-Gobain. L'objectif était d’exploiter sur le plan industriel et commercial les travaux des laboratoires laser de Marcoussis (LdM) en Essonne, centre de recherche du groupe créé en 1961 dans le domaine des sources et des équipements lasers.  
En 1983, elle devient CILAS-Alcatel. En 1985, elle absorbe deux sociétés du domaine de l’optique : SORO Electro-Optics et BBT (Barbier, Bénard et Turenne). Alcatel se retire ses activités laser en 1989, ce qui entraîne un changement d’actionnariat. Au début des années 1990, le capital est réparti entre trois sociétés, CEA Industrie (devenu Areva), la SAT et la holding Unilaser (groupe Aérospatial). CILAS-Alcatel devient alors CILAS. Parallèlement, le groupe Unilaser rachète également, dès la fin de 1989, la division optronique des laboratoires de Marcoussis d’Alcatel et la baptise du nom de Laserdot. Unilaser regroupe alors Quantel, LISA, CILAS et Laserdot. À partir de ce moment, Laserdot et CILAS, collaborent sur des projets communs. Laserdot est plus orientée vers la recherche et le développement, et CILAS vers l’industrialisation et la production.
En 1994, la SAT se retire du capital de CILAS et les parts des deux actionnaires restants passent à 57 % pour Unilaser et 43 % pour CEA Industrie. Le 1er septembre 1995, les sociétés CILAS et Laserdot sont regroupées en une seule entité qui conserve le nom de CILAS.
En juillet 2021, la société Lumibird a racheté la part de 37% que détenait Areva. En décembre 2021, ArianeGroup annonce entrer en discussion avec Safran Electronics & Defense et MBDA France pour leur céder 63 % des parts de CILAS. La Commission européenne autorise le rachat en octobre 2022. En novembre 2022, Safran Electronics & Defense et MBDA acquièrent la position d'actionnaire principal de CILAS.

## Produits
Avec une part de 45 % de son chiffre d'affaires réalisé en France, pour 55 % à l'exportation, ce pays est son premier marché. 
- Produits militaires : lasers de puissance pour la lutte anti-drones (HELMA-P), télémètres laser[5] pour char d'assaut, hélicoptères, conduites de tir navales ou désignateur laser (DHY 208, DHY 308 et ALADEM-80) pour armements guidés ou détecteurs de tireurs embusqués (snipers), armes laser.
- Produits civils : couches minces optiques, granulomètres[6],[7] pour mesurer la taille des particules dans les gaz (cette activité a été vendue en 2017), liquides et solides, optique adaptative[8], etc.
- Produits pour le Laser Mégajoule (LMJ) du Commissariat à l'énergie atomique (simulateur)[9],[10].

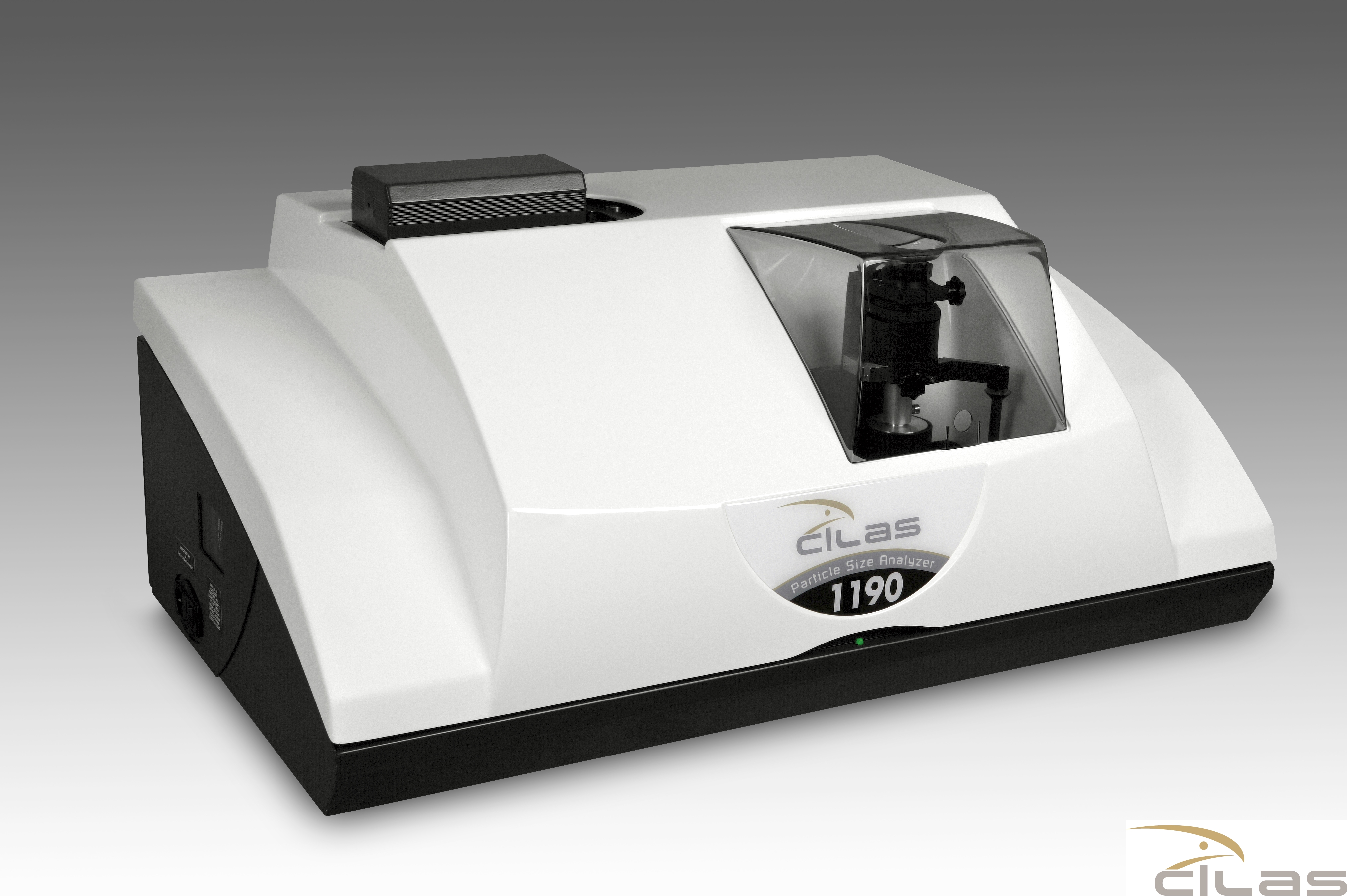
Granulomètre laser (CILAS 1190)
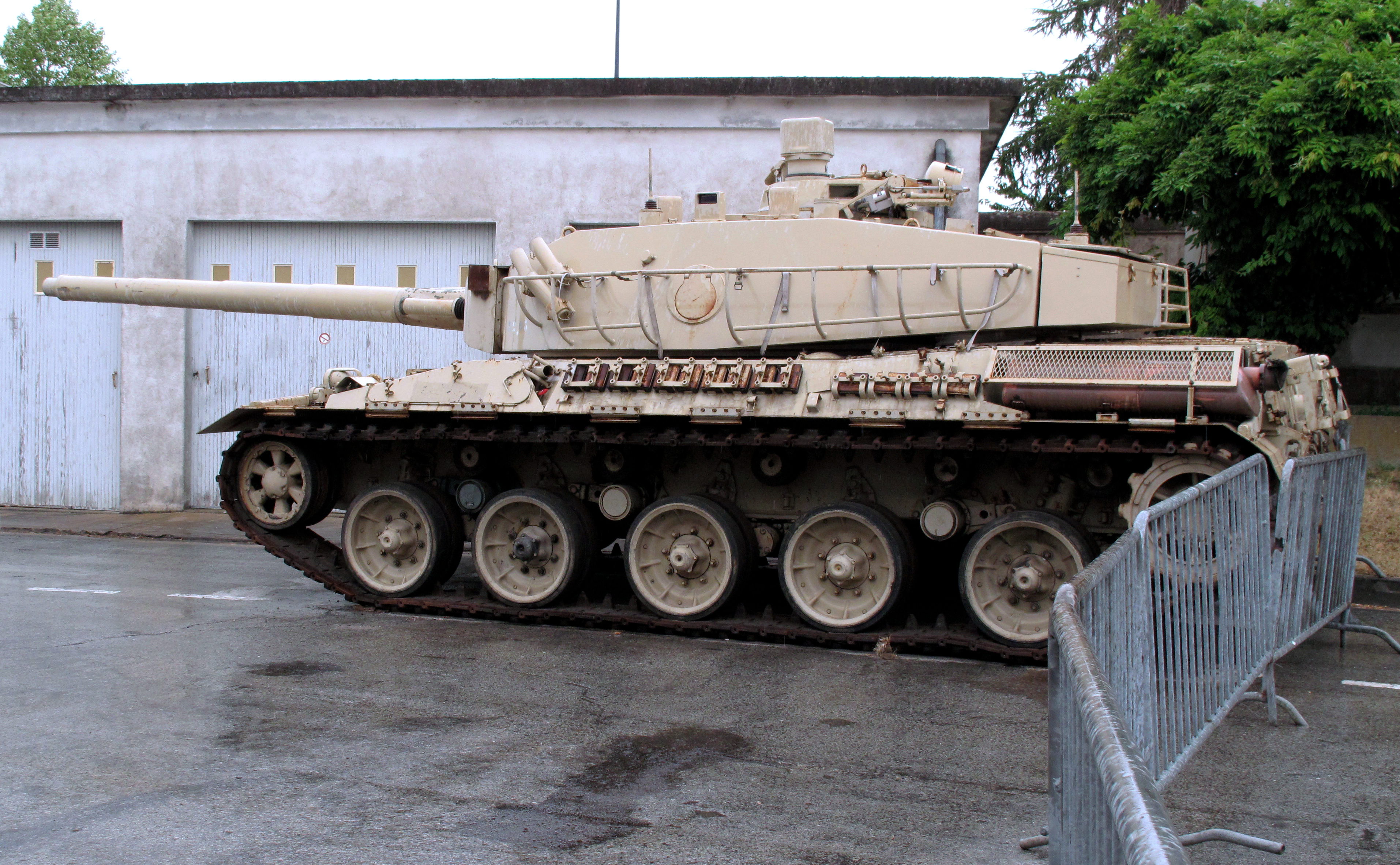
Laser APX M550 (AMX-32)